# Суперквадрики

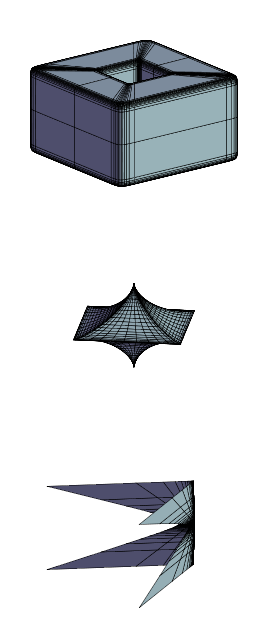
Примеры суперквадриков

Суперквадрики — семейство геометрических поверхностей, определяемых уравнением эллипсоида и других поверхностей второго порядка, где показатели степени 2 заменены произвольным числом. Их можно считать трёхмерными аналогами кривых Ламе (суперэллипсов).
Суперквадрики включают множество поверхностей, сходных по форме с кубом, октаэдром, цилиндром и тором со скруглёнными или острыми углами. Из-за их многообразия и относительной простоты являются популярным инструментом геометрического моделирования, включая компьютерную графику.
Некоторые авторы, например Алан Барр, включают в число суперквадрик также суперэллипсоиды и супертороиды, однако настоящие супертороиды не удовлетворяют данному выше определению; с другой стороны, некоторые суперквадрики являются суперэллипсоидами, хотя ни одно из этих семейств не включает другое.

## Формулы

### Неявные уравнения
В общем виде суперквадрики описываются формулой
{\displaystyle \left|x\right|^{r}+\left|y\right|^{s}+\left|z\right|^{t}=1,}
где r, s, t — положительные действительные числа, определяющие свойства суперквадрики.
Например, если r = s = and t то в зависимости от их значения получаются следующие геометрические формы:
- r = s = t < 1: октаэдр с вогнутыми гранями и острыми рёбрами и вершинами.
- r = s = t = 1: правильный октаэдр.
- 1 < r = s = t < 2: октаэдр с выпуклыми гранями и скруглёнными рёбрами и вершинами.
- r = s = t = 2: сфера.
- r = s = t > 2: куб со скруглёнными рёбрами и вершинами.
- r = s = t = ∞: куб.

Более разнообразные формы получаются при независимом изменении параметров. Например, при r=s=2 и t=4 получается фигура вращения, похожая на эллипсоид с плоскими концами. Это частный случай суперэллипсоида, которые получаются из квадрик при r = s.
Если показатели степени могут быть отрицательными, то разнообразие поверхностей ещё более возрастает. Эти формы иногда называют «супергиперболоидами».
Канонические суперквадрики занимают пространство внутри куба со значениями каждой из координат от −1 to +1. В общем виде суперквадрика является результатом масштабирования канонической суперквадрики по каждой из трёх координатных осей. В общем виде уравнение имеет вид
{\displaystyle \left|{\frac {x}{A}}\right|^{r}+\left|{\frac {y}{B}}\right|^{s}+\left|{\frac {z}{C}}\right|^{t}\leq 1}

### Параметрическое описание
Параметрическое описание в координатах u (долгота) и v (широта) задаётся формулами
{\displaystyle {\begin{aligned}x(u,v)&{}=Ac\left(v,{\frac {2}{r}}\right)c\left(u,{\frac {2}{r}}\right)\\y(u,v)&{}=Bc\left(v,{\frac {2}{s}}\right)s\left(u,{\frac {2}{s}}\right)\\z(u,v)&{}=Cs\left(v,{\frac {2}{t}}\right)\\&-{\frac {\pi }{2}}\leq v\leq {\frac {\pi }{2}},\quad -\pi \leq u<\pi ,\end{aligned}}}
где с и s — вспомогательные функции:
{\displaystyle {\begin{aligned}c(\omega ,m)&{}=\operatorname {sgn}(\cos \omega )|\cos \omega |^{m}\\s(\omega ,m)&{}=\operatorname {sgn}(\sin \omega )|\sin \omega |^{m}\end{aligned}}}
и
{\displaystyle \operatorname {sgn}(x)={\begin{cases}-1,&x<0\\0,&x=0\\+1,&x>0.\end{cases}}}

## Plotting code
Математический пакет GNU Octave генерирует суперквадрики следующим скриптом:
```
 
function
 
retval
=
superquadric
(
epsilon,a
)

  
n
=
50
;

  
etamax
=
pi
/
2
;

  
etamin
=
-
pi
/
2
;

  
wmax
=
pi
;

  
wmin
=
-
pi
;

  
deta
=(
etamax
-
etamin
)
/
n
;

  
dw
=(
wmax
-
wmin
)
/
n
;

  
k
=
0
;

  
l
=
0
;

  
[
i
,
j
]
 
=
 
meshgrid
(
1
:
n
+
1
,
1
:
n
+
1
)

  
eta
 
=
 
etamin
 
+
 
(
i
-
1
)
 
*
 
deta
;

  
w
   
=
 
wmin
 
+
 
(
j
-
1
)
 
*
 
dw
;

  
x
 
=
 
a
(
1
)
 
.*
 
sign
(
cos
(
eta
))
 
.*
 
abs
(
cos
(
eta
))
.^
epsilon
(
1
)
 
.*
 
sign
(
cos
(
w
))
 
.*
 
abs
(
cos
(
w
))
.^
epsilon
(
1
);

  
y
 
=
 
a
(
2
)
 
.*
 
sign
(
cos
(
eta
))
 
.*
 
abs
(
cos
(
eta
))
.^
epsilon
(
2
)
 
.*
 
sign
(
sin
(
w
))
 
.*
 
abs
(
sin
(
w
))
.^
epsilon
(
2
);

  
z
 
=
 
a
(
3
)
 
.*
 
sign
(
sin
(
eta
))
 
.*
 
abs
(
sin
(
eta
))
.^
epsilon
(
3
);

  
mesh
(
x
,
y
,
z
);

  
endfunction
;

```